# 苍岭镇 (楚雄市)
苍岭镇，是中华人民共和国云南省楚雄彝族自治州楚雄市下辖的一个乡镇级行政单位。

## 行政区划
苍岭镇下辖以下地区：
苍岭村、李家村、智明村、竹园村、石涧村、黄草村、云甸村和西云村。